# Coldcloud
Андрей Борисович Андреев (род. 7 февраля 1998; Россия, Чебоксары) — российский поп- и рейв-исполнитель, рэпер. Наиболее известен под сценическим псевдонимом Coldcloud.

## Биография
Андрей родился 7 февраля 1998 года в городе Чебоксары, там и вырос. Под псевдонимом Coldcloud он стал выпускать поп-композиции, описывающие любовные истории, которые происходят в социальной сети Instagram. В онлайн-журнале The Flow его стиль назвали «Сергеем Жуковым для поколения ВК». По словам Андреева, любовь к музыке 1990-х у него с детства: когда он был маленьким, то родители часто ставили песни группы «Руки Вверх!».
В декабре 2017 года Coldcloud выпустил мини-альбом Acidlove Killah. Производством релиза занималась группа молодых чебоксарских битмейкеров Young Faders. За ним последовал альбом «Большая перемена», вышедший в 2018 году и содержащий помимо оригинальных танцевальных композиций кавер-версию песни «Нас не догонят» группы t.A.T.u. Автором обложки альбома стал другой хип-хоп исполнитель Луперкаль.
Алексей Мажаев (Intermedia) критически отнёсся к дебютному альбому «Большая перемена»: «Coldcloud работает чрезвычайно грубо, толстыми мазками, не демонстрируя ни остроумия (разве что обложка смешная), ни намёков на возможность сделать что-то в другой технике или хотя бы на другой мотив. Правда, есть намёки на вещества — и не напрасные. В изменённом состоянии сознания этот быстрый альбом может пойти на ура, но поскольку мы против наркотиков — рекомендовать пластинку никому не будем».

## Дискография
| Оценки критиков | Оценки критиков |
| Источник        | Оценка          |
| --------------- | --------------- |
| InterMedia      | [ 14 ]          |

Альбомы
- 2018 — «Большая перемена»
- 2018 — «Хубба Бубба»
- 2019 — «Acidlove Killah, Часть 2»
- 2019 — «Бойскаут»
- 2020 — «Дискоклуб»
- 2022 — «Антидепрессант»

Мини-альбомы
- 2017 — Acidlove Killah

Синглы
- 2018 — «Pop Star»
- 2018 — «Каждый день джанк» (с Айрат)
- 2018 — «LUV 3»
- 2019 — «Не хочу умирать»
- 2019 — «90’s»
- 2019 — «В танце»
- 2019 — «Розовая куртка» (с Айрат)
- 2020 — «Раз два три»
- 2020 — «Шестнадцать»
- 2020 — «Горячая штучка»
- 2020 — «Молоды»
- 2020 — «Наверно» (с Streetkilla)
- 2021 — «Вау, прям такая»

Гостевое участие
- 2021 — Егор Натс & Айрат — «Осколки»